# Australian New Zealand Cup w biegach narciarskich 2024
Australian New Zealand Cup w biegach narciarskich 2024 – kolejna edycja tego cyklu zawodów. Rywalizacja rozpoczęła się 27 lipca 2024 r. w australijskim Perisher, a zakończyła 18 sierpnia tego samego roku w australijskim Falls Creek.
Obrońcami tytułów wśród kobiet i mężczyzn byli reprezentanci Australii: Katerina Paul i Seve de Campo. 
Nowymi zdobywcami pucharu zostali ponownie reprezentanci Australii: Rosie Fordham i Philip Bellingham.

## Kalendarz i wyniki

### Kobiety
| Lp. | Data             | Miejscowość | Dystans                       | 1. miejsce    | 2. miejsce    | 3. miejsce     |
| --- | ---------------- | ----------- | ----------------------------- | ------------- | ------------- | -------------- |
| 1.  | 27 lipca 2024    | Falls Creek | Sprint s. klasycznym (1.0 km) | Rosie Fordham | Darcie Morton | Lily Murnane   |
| 2.  | 28 lipca 2024    | Falls Creek | 15 km s. dowolnym             | Rosie Fordham | Darcie Morton | Hannah Price   |
| 3.  | 17 sierpnia 2024 | Perisher    | Sprint s. dowolnym (1.2 km)   | Rosie Fordham | Rosie Franzke | Emily Champion |
| 4.  | 18 sierpnia 2024 | Perisher    | 10 km s. klasycznym           | Rosie Fordham | Hannah Price  | Rosie Franzke  |

### Mężczyźni
| Lp. | Data             | Miejscowość | Dystans                       | 1. miejsce        | 2. miejsce        | 3. miejsce            |
| --- | ---------------- | ----------- | ----------------------------- | ----------------- | ----------------- | --------------------- |
| 1.  | 27 lipca 2024    | Falls Creek | Sprint s. klasycznym (1.0 km) | Jayden Spring     | Philip Bellingham | Fedele de Campo       |
| 2.  | 28 lipca 2024    | Falls Creek | 15 km s. dowolnym             | Philip Bellingham | Liam Burton       | Christoph Gasche      |
| 3.  | 17 sierpnia 2024 | Perisher    | Sprint s. dowolnym (1.2 km)   | Christian Winker  | Seve de Campo     | Bentley Walker-Broose |
| 4.  | 18 sierpnia 2024 | Perisher    | 10 km s. klasycznym           | Christian Winker  | Seve de Campo     | Philip Bellingham     |

## Klasyfikacje
| Lp. | Zawodniczka    | Punkty |
| --- | -------------- | ------ |
| 1.  | Rosie Fordham  | 400    |
| 2.  | Hannah Price   | 230    |
| 3.  | Rosie Franzke  | 230    |
| 4.  | Satara Moon    | 185    |
| 5.  | Darcie Morton  | 160    |
| 6.  | Isabella Moon  | 143    |
| 7.  | Emily Champion | 110    |
| 8.  | Lily Murnane   | 100    |
| 9.  | Damika Morton  | 100    |
| 10. | Hannah Gray    | 100    |

| Lp. | Zawodnik              | Punkty |
| --- | --------------------- | ------ |
| 1.  | Philip Bellingham     | 285    |
| 2.  | Jayden Spring         | 214    |
| 3.  | Liam Burton           | 209    |
| 4.  | Christian Winker      | 200    |
| 5.  | Bentley Walker-Broose | 195    |
| 6.  | Fedele de Campo       | 186    |
| 7.  | Seve de Campo         | 160    |
| 8.  | Noah Bradford         | 140    |
| 9.  | Adam Barnett          | 124    |
| 10. | Vincent de Souza      | 106    |